# Manje od nule
Manje od nule (eng.: Less Than Zero) je debitantski roman Breta Eastona Ellisa iz 1985. godine. Roman prati bogatog studenta Claya, i njegovu postepenu izolaciju od društva, te gubitak vjere u prijatelje tokom 4 tjedna zimskih praznika u Los Angelesu. Pisan je u prvom licu i u njemu se može vidjeti za Ellisa tipičan minimalistički stil pisanja bez mnogo opisivanja ili izražavanja osjećaja. 1987. godine snimljena je filmska adaptacija koja izostavlja ili ublažuje mnoge kontroverzne elemente romana poput silovanja ili Clayeve rekreativne konzumacije kokaina.